# Хиросима, любовь моя
«Хиросима, любовь моя» (фр. Hiroshima mon amour / Иросима́ мо̃н-аму́р /, яп. 二十四時間の情事 / нидзю: ён дзикан но дзё: дзи / «Двадцатичетырёхчасовой роман») — первый игровой фильм Алена Рене по сценарию французской писательницы Маргерит Дюрас (1959). Главные роли исполнили французская актриса Эмманюэль Рива и японский актер Эйдзи Окада. Фильм получил приз Международной федерации кинопрессы (ФИПРЕССИ).

## Сюжет
История, казалось бы, короткой любви в послевоенной Хиросиме французской киноактрисы (Рива) и японского архитектора (Окада). На каждого из них давит груз прошлого, с которым приходится жить каждый час.
Неразрывная связь прошедшего и настоящего, свободные переходы от воображаемого к реальному, голосовая полифония, музыкальная структура сюжета, поэтические ассоциативные ходы, — фильм стал громким словом в области новаторского киноязыка (монтаж Анри Кольпи) и дал повод причислять Алена Рене к так называемой «новой волне».

## В ролях
- Эмманюэль Рива — Она
- Эйдзи Окада — Он
- Бернар Фрессон — Немецкий солдат
- Стелла Даллас — Мать
- Пьер Барбо — Отец

## Создание
Предполагалось, что сценарий к фильму напишет Франсуаза Саган, — Дюрас взялась за работу уже после отказа модной писательницы.
Ален Рене уверял, что его фильм выстроен на чётком алгоритме: «Я изложил Маргерит алгебраическую концепцию произведения. Если показать „Хиросиму“ с помощью диаграммы, обнаружится близкая к музыкальной партитуре квартетная форма: темы, вариации на начальную тему, повторы, возвраты назад, которые могут показаться невыносимыми для тех, кто не принимает правила игры в этом фильме. На диаграмме было бы видно, что фильм сконструирован как треугольник, в форме воронки».
Рене возражал против пессимистической трактовки своего фильма: «„Хиросима“ не приводит к ощущению невозможности жизни… То, что „Хиросима“ показывает страдающих людей, не значит, будто это — пессимистический фильм. Жизнь не всегда радостна, но, по крайней мере, прожитые моими героями 48 часов стоят десяти лет видимого счастья, которое на самом деле — только летаргия. Самое страшное — небытие, пустая жизнь хуже страдания».
На момент съёмок японский актёр Эйдзи Окада не знал французского языка и поэтому был вынужден заучивать свои реплики на слух.

## Анализ
Виктор Божович решительно отводил упрёки, что режиссёр-де сопоставил несоизмеримое: трагедию прозванной «немецкой подстилкой» девушки из маленького Невера и гибель сотен тысяч; критик и историк искусства видел в этом как раз главную гуманистическую заслугу А.Рене, — «Совесть неделима. И человечество только тогда окажется на уровне требований гуманизма, когда гибель одного безвинного будет восприниматься как трагедия, равная Хиросиме. Тогда и только тогда станут невозможны новые Хиросимы».

«…Любовь стала страданием. Мотив любви и мотив страдания возникают в фильме одновременно с первого же эпизода. Кадры любовных объятий чередуются с документальными кадрами, повествующими о трагедии Хиросимы, в то время как в закадровом диалоге тоже сливаются темы любви и атомной катастрофы. Героиня говорит о своей любви, а в это время мы видим, как щипцы хирурга извлекают глазное яблоко у человека, изуродованного атомным взрывом. Этот кадр заставляет вспомнить начало „Андалузского пса“ Луиса Бунюэля — бритву, рассекающую человеческий глаз. (…) Тот, кто по-настоящему пережил, прочувствовал трагедию Хиросимы (а это было лишь очередное звено в цепи преступлений XX века), никогда уже не сможет смотреть на мир прежними глазами. Именно так и происходит с героиней Алена Рене — его лирической героиней. …Она […] „всё видела в Хиросиме“, сумела почувствовать и понять весь ужас происшедшего, потому что у неё в жизни была своя Хиросима, имя которой — Невер. Там, в маленьком провинциальном городке, шестнадцатилетняя девочка встретила свою первую „немецкую любовь“, которую оборвала смерть, там она столкнулась с несправедливостью и насилием, познала страдание, отчаяние, ненависть. Это была совсем маленькая „личная“ Хиросима, в одну миллионную долю настоящей, — вполне достаточно, чтобы изуродовать одну человеческую жизнь.(…)
В „Хиросиме“ любовь воссоединяет распавшееся время. Она оказывается сильнее мучительных воспоминаний и страха перед грядущим. Тем самым человек обретает власть над своей судьбой. Это шаткое равновесие всё время под угрозой: время непрерывно „размывает“ реальность, подтачивает связь двух существ. „Я и тебя забуду, я уже начинаю тебя забывать“, — восклицает героиня, обращаясь к любимому. Но каким бы хрупким ни было взаимопонимание двух людей, оно всё же оказалось возможным».

Через сорок лет после выхода фильма российский кинокритик Михаил Трофименков выразил своё понимание в экспрессивной аннотации:

«Обожжённые любовным потом тела чередуются на экране с сожжёнными бомбой трупами. Заниматься любовью — удел выживших счастливцев, но и у любви — привкус пепла и крови. „Ты ничего не видела в Хиросиме“, — так разговаривают любовники в постели в фильме Рене, археолога памяти, архивиста страданий. Сведённые судорогой оргазма пальцы разжимаются, высвобождая прошлое. Как снимать немыслимое, чтобы не впасть в порнографию смерти, не сойти с ума? Фильм дробен, как сама человеческая память, желающая и не способная забыть. Он разорван, как разорваны историей судьбы любовников и тела случайных прохожих. Тень человека на плитах Хиросимы, скорчившийся труп немецкого мальчика-солдата, убитого из засады по пути на свидание. Рубцы на телах японцев, рубцы на душе француженки, обритой наголо „шлюхи“. Только пережив всё это заново и вместе, безымянные герои обретают имена. При этом они перестают быть людьми. „Хи-ро-си-ма, это твоё имя“, — говорит Она. „Это моё имя, — соглашается Он. — А тебя зовут Невер“».

## Награды
- Приз Международной федерации кинопрессы (был получен также лентой «Четыреста ударов»)
- «Оскар», 1961
Номинации
  - Лучший оригинальный сценарий
- Британская академия (BAFTA), 1961
Победитель
  - Премия объединённых наций

Номинации
  - Лучший фильм
  - Лучшая иностранная актриса (Эмманюэль Рива)
- Каннский кинофестиваль, 1959
Номинации
  - «Золотая пальмовая ветвь» (фильм был исключён из официального отбора по просьбе американского правительства, так как атомное оружие было запрещённой темой)

## В популярной культуре
«Hiroshima mon amour» — исполнительский шедевр ранней Анны Герман (1966). Изначально композиция Збигнева Цехана на стихи Мацея Зенона Бордовича («Miłość do drzewa sprzyja tylko ptakom…») была сочинена для «польской Имы Сумак» — Виолетты Виллас.
В 2010 году парфюмерным домом «Nez a Nez» был выпущен аромат «Hiroshima mon Amour», названный так в честь фильма.
В середине 2020-х годов в Москве в районе метро «Бауманская» открылся бар «Хиросима, моя любовь».